# Митрофан I (візантійський єпископ)
Митрофан I (грец. Μητροφάνης Α΄) — Візантійський єпископ у 306–314 роках.
Походив зі знатної родини. Його батько, візантійський єпископ Дометій, був братом римського імператора Проба.
Обійняв посаду у 306 році після смерті свого брата, єпископа Проба. Перший єпископ, який обіймав посаду під час правління першого імператора-християнина Константина І Великого. За переказами, Митрофан був одним з ініціаторів вибору Візантія як нової столиці імперії.
Через свій вік та стан здоров'я не зміг взяти участь у Першому Вселенському соборі, й відправив замість себе єпископа Олександра.
У 314 році залишив посаду. Помер у 326 році.
Вшановується католицькою та православною церквами. День пам'яті — 4 червня (17 червня за ст. стилем).